# Karl Gustafsson
Karl Johan Gustafsson (ur. 16 września 1888 w Köpingu, zm. 20 lutego 1960 tamże) – piłkarz szwedzki grający na pozycji napastnika. W swojej karierze rozegrał 32 mecze i zdobył w nich 21 goli w reprezentacji Szwecji.

## Kariera klubowa
Swoją karierę piłkarską Gustafsson rozpoczął w klubie Köpings IS, w którym zadebiutował w lidze szwedzkiej w 1903 roku. W 1913 roku przeszedł do Leicesteru Fosse, a w latach 1913-1915 ponownie grał w Köpings IS. W 1916 roku został zawodnikiem Djurgårdens IF ze Sztokholmu. W latach 1917 i 1920 wywalczył z Djurgårdens dwa tytuły mistrza Szwecji. W 1925 roku zakończył karierę.

## Kariera reprezentacyjna
W reprezentacji Szwecji Gustafsson zadebiutował 12 lipca 1908 roku w wygranym 11:3 towarzyskim meczu z Norwegią, rozegranym w Göteborgu. W debiucie zdobył dwa gole. W 1908 roku zagrał na igrzyskach olimpijskich w Londynie, w 1912 roku na igrzyskach olimpijskich w Sztokholmie, a w 1920 roku na igrzyskach olimpijskich w Antwerpii. W 1924 roku zdobył ze Szwecją brązowy medal na igrzyskach olimpijskich w Paryżu (choć nie wystąpił w żadnym meczu). Od 1908 do 1924 roku rozegrał w kadrze narodowej 32 spotkania i zdobył w nich 21 bramek.